# Elimaea carispina
Elimaea carispina är en insektsart som beskrevs av Sigfrid Ingrisch och Shishodia 1998. Elimaea carispina ingår i släktet Elimaea och familjen vårtbitare. Inga underarter finns listade i Catalogue of Life.